# Iván Arboleda
Iván Mauricio Arboleda (ur. 21 kwietnia 1996 w Tumaco) – kolumbijski piłkarz występujący na pozycji bramkarza, reprezentant Kolumbii, od 2023 zawodnik klubu Anorthosis Famagusta.